# Дерби на вечните врагове
Дерби на вечните врагове, известно още като Майката на всички битки (на гръцки Ντέρμπι των αιωνίων αντιπάλων, Μητέρα των μαχών), е името на дербитата в различни спортове (най-вече футбол, баскетбол, волейбол и водна топка) между отборите на Панатинайкос и Олимпиакос. Това дерби е едно от най-оспорваните в света и разделя не само Атина, но и цяла Гърция. Известно и с невероятната атмосфера на трибуните. Първият футболен мач между двата отбора е за Купата на Гърция на 13 ноември 1932 г. и завършва с победа на Олимпиакос с 1:6. Това е и най-голямата им победа. Най-голямата победа на Панатиайкос е с 4:0, също за купата.

## История
В основата на ожесточеността на това дерби са заложени социалните различия между феновете на двата отбора. В древността Атина е била люлката на древногръцката цивилизация, докато Пирея е било главното пристанище в региона. След основаването на модерната гръцка държава Атина е обявена за столица, а Пирея става нейно пристанище, а по-късно, с разрастването на двата града, границите им се сливат. Като столица Атина е културен център и център на висшето общество, докато Пирея се развива като индустриален център. Затова в миналото голяма част от феновете на Панатинайкос, отбор от центъра на Атина, са били от аристокрацията, докато тези на Олимпиакос, отбора от Пирея, са били от работническата класа. В днешни дни това разделение вече не съществува.
Враждата между двата отбора идва и от факта, че Панатинайкос и Олимпиакос са едни от най-старите отбори в Гърция и са най-успешните. Олимпиакос има общо 63 по-важни трофея, докато Панатинайкос е спечелил едва 39 и това е обект на закачки между феновете.

## Статистика
|                 | Общо мачове | 0Олимпиакос0 | Равенства | Панатинайкос |
| Суперлига Елада | 99          | 34           | 40        | 25           |
| Купа на Гърция  | 38          | 19           | 10        | 9            |
| Купа на Лигата  | 2           | 0            | 2         | 0            |
| Общо            | 139         | 53           | 52        | 34           |